# Джинаби
Джинаби (кайт. Ччинаби, дарг. Жинаби) — село в Кайтагском районе Республики Дагестан.
Образует сельское поселение село Джинаби, как единственный населённый пункт в его составе.

## Географическое положение
Село расположено на правом берегу реки Барзанчай, в 9 км к юго-востоку от районного центра — села Маджалис.

## Археологические раскопки
В Джинаби была найдена бронзовая головная булава с отверстием на расширенной части стержня эпохи раннего железного века (III в. до н.э. - III в. н.э.).

## Население
| 1888 | 1895 | 1926 | 1939 | 1970 | 1989 | 2002 |
| ---- | ---- | ---- | ---- | ---- | ---- | ---- |
| 385  | ↘342 | ↘338 | ↘337 | ↗409 | ↗560 | ↗634 |
| 2010 | 2012 | 2013 | 2014 | 2015 | 2016 | 2017 |
| ↗710 | ↗725 | ↘719 | ↗732 | ↘716 | ↘714 | ↗727 |
| 2018 | 2019 | 2020 | 2021 | 2023 | 2024 | 2025 |
| ↘725 | ↗726 | ↘718 | ↗788 | ↘784 | →784 | ↘781 |

Национальный состав
По данным Всероссийской переписи населения 2010 года:
| № | Национальность | Численность, чел. | Доля    |
| - | -------------- | ----------------- | ------- |
| 1 | даргинцы       | 701               | 98,73 % |
| 2 | другие         | 9                 | 1,27 %  |